# Бипаша Басу
Бипаша Басу Сингх Гроувър е индийска актриса. Основно известна с работата си във филми на хинди, тя също се е появявала във филми на тамилски, телугу, бенгалски и английски. Басу е носителка на множество отличия, включително една награда Filmfare. Особено известна е с работата си в жанровете трилър и филми на ужасите.

## Биография
Басу е родена на 7 януари 1979 г. в Делхи и израства в Колката. Преследва успешна кариера като модел. След това започва да получава предложения за филмови роли и прави актьорския си дебют с трилъра Ajnabee (2001), който ѝ носи наградата Filmfare за най-добър женски дебют. Първата главна роля на Басу е във филма на ужасите Raaz (2002), който ѝ носи номинация за наградата Filmfare за най-добра актриса. Кариерата ѝ напредва с водеща роля в еротичния трилър Jism (2003) и с ролите ѝ в най-касовите филми No Entry (2005) и Dhoom 2 (2006).
Другите комерсиално успешни филми на Басу включват драмата Corporate (2006), комедиите Phir Hera Pheri (2006) и All the Best: Fun Begins (2009), екшън трилъра Race (2008) и романтичната комедия Bachna Ae Haseeno (2008). През 2010 г. тя основно участва във филмите на ужасите Raaz 3D (2012), Aatma (2013), Creature 3D (2014) и Alone (2015). Това е последвано от пауза, по време на която единствената ѝ поява е в уеб сериала Dangerous (2020).
Освен че играе във филми, Басу е фитнес ентусиастка и участва в няколко фитнес видеоклипа. След известна връзка с актьора Джон Ейбрахам Басу се омъжва за актьора Каран Сингх Гроувър през 2016 г., от когото има едно дете.